# Радован Пантовић
Радован Пантовић (Кленак, код Никшића, 17. децембар 1921 — Београд, 27. април 2017) био је учесник Народноослободилачке борбе, спортски радник и друштвено-политички радник Социјалистичке Републике Србије.

## Биографија
Рођен је у Кленку, код Никшића, 17. децембра 1921, али се у најранијем детињству са породицом преселио у јужну Србију, где је одрастао у околини Прокупља, где је завршио Пољопривредну школу. Као млади радник у Земуну се 1940. прикључио револуционарном радничком покрету. Почетком 1941. отишао је у Ниш, где су га затекли мартовски догађаји и окупација Југославије, након чега је отишао у Топлицу, где је учествовао и организовању устанка и стварању Топличког партизанског одреда. Октобра 1941. примљен је у чланство Комунистичке партије Југославије (КПЈ). У току рата налази се на дужностима члана Среског комитета КПЈ за пасјачки и косанички срез, члана и секретара Окружног комитета СКОЈ и члана Окружног комитета КПЈ за Лесковац и Топлицу. Године 1944. постао је члан Покрајинског комитета СКОЈ за Србију. Заједно са Драгим Стамнековићем, секретаром ПК СКОЈ, покренуо је лист Млади борац и био његов уредник.
Као члан руководства СКОЈ за Србију, у јесен 1944. дошао је у ослобођени Београд, где је марта 1945. учествовао у формирању Спортског друштва „Црвена звезда”. Након ослобођења Југославије, до 1951. налазио се на дужностима начелника одељења у Министарству пољопривреде ФНРЈ и помоћника министра пољопривреде у Влади ФНРЈ. Потом је завршио Вишу партијску школу „Ђуро Ђаковић”, након чега се налазио на политичким дужностима у јужној Србији — секретар Градског комитета Савеза комуниста Ниша, секретар Среског комитета Савеза комуниста Прокупља и др. До 1969. био је секретар Републичке конференције Социјалистичког савеза радног народа Србије (ССРНС), док је председник био Драги Стаменковић.
Године 1969. изабран за посланика Републичког већа Скупштине СР Србије, а од маја 1969. до априла 1974. налазио се на дужности потпредседника Скупштине. Године 1978. изабран је за члана Председништва СР Србије, што је био у два пуна мандата, док су председници били Добривоје Видић, Никола Љубичић и Душан Чкребић. Од маја 1982. до маја 1984. налазио се на дужности потпредседника Председништва СР Србије. Након тога је отишао у пензију.
На Четвртом и Петом конгресу СК Србије биран је за члана Централног комитета СКС. Из активног политичког живота повукао се након Осме седнице ЦК СК Србије, јер је био противник политике Слободана Милошевића. Током 1990-их био је један од оснивача и дугогодишњи председник Савеза антифашиста Србије.
У два мандата 1963—1965. и 1977—1981. обављао је функцију председника Фудбалског клуба „Црвена звезда”.
Умро је 27. априла 2017. у Београду, а сахрањен је на Новом гробљу.
Савез антифашиста је 2018. објавио књигу његових сећања Дуги ход кроз (не) време и (не) прилике.
Носилац је Партизанске споменице 1941. и других југословенских одликовања, међу којима су — Орден заслуга за народ другог реда, Орден братства и јединства другог реда, Орден за храброст, Орден партизанске звезде трећег реда и др.